# 양양여자중학교
양양여자중학교(襄陽女子中學校)는 강원도 양양군 양양읍 서문리에 있는 공립 중학교이다.

## 학교 연혁
- 1954년 12월 31일 : 양양여자중학교 3학급 인가
- 1955년 3월 3일 : 제1회 졸업식 거행(졸업생 25명)
- 1985년 11월 30일 : 특수학급 1학급 인가
- 2016년 9월 1일 : 제26대 김영실 교장 취임
- 2017년 1월 4일 : 제63회 졸업식(졸업생 81명, 총 누계 8,742명)
- 2019년 3월 1일 : 양양중학교와 통폐합[2]

## 참고 자료
- 양양여자중학교 - 한국교육학술정보원 학교알리미